# Aube
Xem các nghĩa khác của Aube tại Aube (định hướng)
Aube là một tỉnh của Pháp, thuộc vùng hành chính Grand Est, tỉnh lỵ Troyes, bao gồm 3 quận với các quận lỵ còn lại là: Bar-sur-Aube, Nogent-sur-Seine.